# Blackburn Roc
Blackburn B.25 Roc byl britský jednomotorový celokovový palubní stíhací letoun počátku druhé světové války pojmenovaný po mytickém ptáku Rochovi.

## Vývoj
První let uskutečnil 23. prosince 1938 (sériové číslo L3057) zkušební pilot Flt. Lt. J. H. Wilson, ale ve službě u námořního letectva Roc příliš dlouho nezůstal, protože konstrukce letounu rychle zastarala. Roc byl totiž výsledkem přeměny střemhlavého bombardéru Blackburn Skua ve stíhač se stejně pochybenou koncepcí koncentrace výzbroje do otočné věže (typu Boulton Paul A Mk.II se čtyřmi kulomety ráže 7,7 mm), jako byl typ Boulton Paul Defiant. Mimo palebné pole věže byl stroj úplně bezbranný a těžká, rozměrná věž zhoršovala jeho rychlost do takové míry, že i bombardéry Skua byly rychlejší.
3. prosince 1939 byl dokončen a zalétán třetí prototyp (sériové číslo L3059) se dvěma celokovovými plováky, ale letoun krátce po vzletu havaroval. Další plovákový Roc byl upraven z prvního prototypu, ale pro neustálé problémy se směrovou nestabilitou byl vývoj plovákových Roců zastaven.
I když byl Roc navržen a vyprojektován firmou Blackburn, výrobu všech 136 kusů (L3057-L3192) zajišťoval Boulton Paul ve Wolverhamptonu.

## Nasazení
Prvním strojem předaným FAA se stal Roc sériového čísla L3061 který byl v dubnu 1939 předán do centrální letecké školy v Upavonu.
Letouny sloužily společně s bombardéry Skua ve dvou pozemních perutích Fleet Air Arm (letectva Královského námořnictva) mezi únorem 1940 a srpnem 1941. Jako první převzala letouny Roc 806. letka FAA a po ní následovaly 801. a 802. letka. Během britské kampaně v Norsku byla malá jednotka Roců umístěna v rámci 800. a 803. námořní peruti na palubě letadlové lodi HMS Ark Royal. Čtyři kusy převzala také 806. peruť FAA.
Kromě této výjimky putovaly vyrobené Rocy přímo do jednotek druhé linie. Zde Rocy sloužily k výcviku (759., 760., 769., 772., 773., a 792. cvičná peruť) a vleku cvičných cílů, převážně u jednotky No.2 Anti-Aircraft Cooperation Unit v Gosportu. V roce 1943 byly ze služby vyřazeny zcela.

## Specifikace

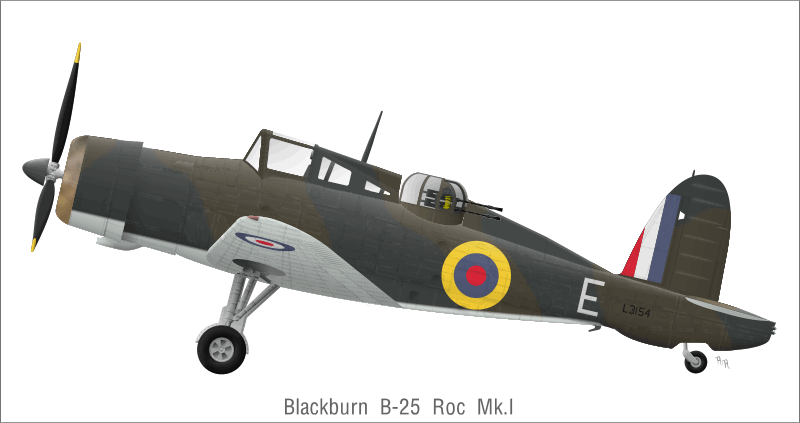
Blackburn Roc Mk.I (L3154)

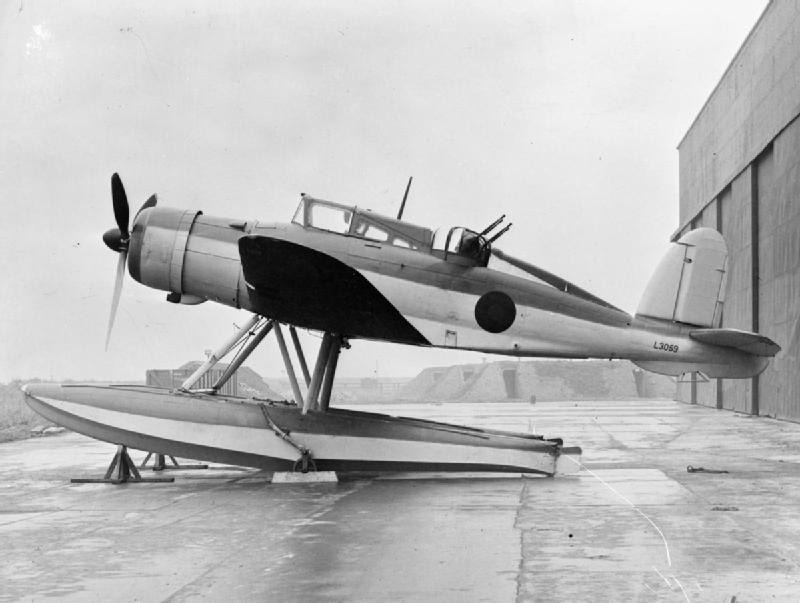
Třetí prototyp letounu Blackburn Roc (L3059), Marine Aircraft Experimental Establishment, Felixstowe, Suffolk

### Technické údaje
- Posádka: 2 (1 × pilot, 1 × střelec - pozorovatel)
- Rozpětí: 14,02 m
- Délka: 10,85 m
- Výška: 3,68 m
- Nosná plocha: 28,80 m²
- Plošné zatížení: 140 kg/m²
- Hmotnost prázdného letounu: 2778 kg
- Max. vzletová hmotnost : 3606 kg
- Pohonná jednotka: 1 × hvězdicový vzduchem chlazený devítiválec Bristol Perseus XII
  - Výkon pohonné jednotky: 900 k (671 kW)

### Výkony
- Maximální rychlost: 360 km/h ve výšce 3050 m
- Dostup: 4630 m
- Stoupavost: 7,6 m/s
- Dolet: 980 km
- Poměr výkon/hmotnost: 170 W/kg

### Výzbroj
- 4 × kulomet Browning Mk.II ráže 7,7 mm v zadní otočné střelecké věži, 2 400 ks nábojů
- 8 × 13,6kg puma